# Howard Greenhalgh
Howard Douglas Greenhalgh (* 19. Februar 1963 in Halifax, West Riding of Yorkshire) ist ein britischer Filmregisseur für Musikvideos und Werbefilme.

## Leben und Wirken
Im Alter von zwölf Jahren nahm Howard Greenhalgh Klavierunterricht und träumte davon, ein Popstar zu werden. Später beschloss er, in die Fußstapfen seines älteren Bruders zu treten und besuchte eine Hochschule für Geisteswissenschaften. Zwischen 1987 und 1989 besuchte er das Royal College of Art, und beschloss, seine Leidenschaften für Musik und Fotografie mit einer beruflichen Karriere zu verbinden. Zusammen mit zwei seiner Freunde gründete er 1989 nach seinem Abschluss das Unternehmen Why Not? Associates. Das Trio fand bald Arbeit in der Musikindustrie und entwarf Albumcover. Innerhalb kürzester Zeit verlagerte sich Greenhalghs Karriere auf die Regie von Musikvideos. Er arbeitete für Brave Films (1993–1998), Godman (1998–2003) und Exposure Films (2003–2005).
Erste Bekanntheit erlangte Greenhalgh 1992 durch seine Regie beim Musikvideo zum Song Rhythm Is a Dancer von Snap!. Daraufhin wurde er von den Pet Shop Boys engagiert, um bei Videos für deren erfolgreiches Album Very (1993) und später für dessen Nachfolger Bilingual (1996) Regie zu führen. Bis heute hat Greenhalgh bei über 100 Musikvideos Regie geführt, darunter auch für Sting, George Michael, Meat Loaf, Enigma, Elton John, die Spice Girls, Puff Daddy, Genesis, System of a Down, Placebo und Iron Maiden.
Mit dem Musikvideo zu Black Hole Sun von Soundgarden, welches er bis heute als sein bestes Video bezeichnet, erregte Greenhalgh auch in den USA große Aufmerksamkeit. Es wurde 1995 von den Lesern des Musikmagazins Spin zum Video des Jahres 1994 gewählt.
Zu Howard Greenhalghs Werbeauftritten zählen Spots für Unternehmen wie Adidas, Nike, BBC, Bacardi, VW und Citroën.
In einem Interview im Jahr 2010 beschrieb Greenhalgh seine Herangehensweise an die Regie von Musikvideos wie folgt: „Bei allem kommt es auf den Text an. Man betet, dass ein Song einen guten Text hat, denn das führt einen sofort zu dem, was man als nächstes tun wird.“

## Filmografie

### Musikvideos
- 1988: Ofra Haza – Shaday
- 1989: Love and Rockets – So Alive
- 1989: Swing Out Sister – Where in the World?
- 1989: We’ve Got a Fuzzbox and We’re Gonna Use It – Walking on Thin Ice
- 1989: The Jesus and Mary Chain – Head On
- 1990: D Mob feat. Cathy Dennis – That’s The Way of the World
- 1990: Wild Weekend – Who’s Afraid of the Big Bad Love?
- 1990: Dusty Springfield – Reputation
- 1990: Dusty Springfield – Arrested by You
- 1990: Sandra – (Life May Be) A Big Insanity
- 1990: Cocteau Twins – Iceblink Luck
- 1990: Cocteau Twins – Heaven or Las Vegas
- 1990: Big Country – Save Me
- 1990: Big Country – Heart of the World
- 1991: Enigma – Mea Culpa
- 1991: Kim Appleby – If You Cared
- 1991: Kim Appleby – Mama
- 1991: Kim Appleby – I’ll Be There
- 1991: Lush – De-Luxe
- 1991: Enigma – Principles of Lust
- 1991: Enigma – The Rivers of Belief
- 1991: Marillion – Cover My Eyes (Pain & Heaven)
- 1991: Marillion – No One Can
- 1991: Marillion – Dry Land
- 1991: Big Audio Dynamite – Rush
- 1992: Sandra – Don’t Be Aggressive
- 1992: Daniel Ash – Get Out of Control
- 1992: Sandra – I Need Love
- 1992: Amy Grant – I Will Remember You
- 1992: Kim Wilde – Heart Over Mind
- 1992: Electronic – Disappointed
- 1992: Snap! – Rhythm Is a Dancer
- 1992: INXS – Not Enough Time
- 1992: Suzanne Vega – In Liverpool
- 1992: Sandra – Johnny Wanna Live
- 1993: Sting – If I Ever Lose My Faith in You
- 1993: Sarah Brightman – Captain Nemo
- 1993: Pet Shop Boys – Can You Forgive Her?
- 1993: David Sylvian & Robert Fripp – Jean the Birdman
- 1993: Pet Shop Boys – Go West
- 1993: A-ha – Angel in the Snow
- 1993: Pet Shop Boys – I Wouldn’t Normally Do This Kind of Thing
- 1994: Robert Palmer – Girl U Want
- 1994: Horse – Celebrate
- 1994: Pet Shop Boys – Liberation
- 1994: Pet Shop Boys – Absolutely Fabulous
- 1994: Basia – Yearning
- 1994: Sting – This Cowboy Song
- 1994: Sting – When We Dance
- 1994: Julio Iglesias feat. Sting – Fragile
- 1994: Soundgarden – Black Hole Sun
- 1994: Bruce Dickinson – Tears of the Dragon
- 1994: Bruce Dickinson – Shoot all the Clowns
- 1994: Pet Shop Boys – Yesterday, When I Was Mad
- 1994: Suede – The Wild Ones
- 1995: Deep Forest – Marta’s Song
- 1995: Elton John – Please
- 1995: Elton John – Made in England
- 1995: Terence Trent D’Arby – Holding On to You
- 1995: Mike Oldfield – Let There Be Light
- 1995: Pet Shop Boys – Paninaro ’95
- 1995: Meat Loaf – I’d Lie for You (And That’s the Truth)
- 1995: Meat Loaf – Not a Dry Eye in the House
- 1996: George Michael – Jesus to a Child
- 1996: Pet Shop Boys – Before
- 1996: Gabrielle – Forget About the World
- 1996: Snap! fest. Einstein – Rhythm Is a Dancer ’96
- 1996: Orchestral Manoeuvres in the Dark – Walking on the Milky Way
- 1996: Orchestral Manoeuvres in the Dark – Universal
- 1996: Pet Shop Boys – Single-Bilingual
- 1997: Placebo – Nancy Boy
- 1997: Placebo – Bruise Pristine
- 1997: Pet Shop Boys – A Red Letter Day
- 1997: Counting Crows – Daylight Fading
- 1997: Sneaker Pimps – Post-Modern Sleaze
- 1997: Feline – Just As You Are
- 1997: Genesis – Congo
- 1997: Spice Girls – Too Much
- 1997: Trance Atlantic Air Waves – Chase
- 1998: Trance Atlantic Air Waves – Magic Fly
- 1998: Rob Dougan – Furious Angels
- 1998: Puff Daddy feat. Jimmy Page – Come with Me
- 1998: Tanita Tikaram – I Don’t Wanna Lose at Love
- 1998: Ash – Jesus Says
- 1998: Spice Girls – Goodbye
- 1998: Ash – Wildsurf
- 1999: Cast – Beat Mama
- 1999: Skunk Anansie – Lately
- 1999: Suede – Everything Will Flow
- 1999: Pet Shop Boys – New York City Boy
- 1999: Geri Halliwell – Lift Me Up
- 2000: Muse – Unintended
- 2000: Placebo – Slave to the Wage
- 2001: Muse – Plug In Baby
- 2001: Placebo – Special K
- 2001: Lisa Stansfield – Let’s Just Call It Love
- 2001: Enigma – Remember the Future
- 2001: Zero 7 – Destiny
- 2001: Suede – Lost in TV
- 2002: Morcheeba – Undress Me Now
- 2002: Underworld – Dinosaur Adventure 3D
- 2003: Snap! – Rhythm Is a Dancer 2003
- 2003: Placebo – The Bitter End
- 2003: Melanie C – On the Horizon
- 2003: Placebo – This Picture
- 2003: Iron Maiden – Wildest Dreams
- 2003: Blue – Guilty
- 2003: Pet Shop Boys – Miracles
- 2003: Iron Maiden – Rainmaker
- 2004: Sugababes – Caught in a Moment
- 2004: Keane – This Is the Last Time
- 2005: Brian McFadden – Demons
- 2005: System of a Down – Question!
- 2005: Lucie Silvas – Don’t Look Back
- 2005: Robert Post – Got None
- 2006: A-ha – Analogue (All I Want)
- 2006: Lorraine – I Feel It
- 2006: Iron Maiden – Different World
- 2006: Faithless – Bombs
- 2007: Biffy Clyro – Folding Stars
- 2009: Placebo – For What It’s Worth
- 2009: Eels – In My Dreams
- 2009: Billy Talent – Devil on My Shoulder
- 2010: Jamiroquai – White Knuckle Ride
- 2010: Jamiroquai – Blue Skies
- 2011: Melanie C – Think About It
- 2011: Matt Cardle – Run for Your Life
- 2017: Calum Scott – Rhythm Inside
- 2017: Steps – Scared of the Dark
- 2018: Culture Club – Let Somebody Love You
- 2023: S Club – These Are the Days
- 2024: Emma Bunton with the Budapest Scoring Orchestra – 2 Become 1